# Osiedle robotnicze TAZ
Osiedle robotnicze TAZ (Towarzystwa Akcyjnego Zawiercie) - jeden z najcenniejszych zabytków Zawiercia. Powstało w XIX w. przy nieistniejącej już przędzalni bawełny Towarzystwa Akcyjnego „Zawiercie” założonej w 1833 przez braci Adolfa i Bernarda Ginsbergów - bankierów berlińskich. Było to pierwsze w pełni zorganizowane osiedle w Zawierciu o zabudowie wielorodzinnej. Powstało na przełomie XIX i XX w. Oprócz domów mieszkalnych dla robotników posiadało także budynki funkcjonalne takie jak szpital na 30 miejsc, dom lekarza z gabinetem przyjęć, pralnię, łaźnie, dom ludowy, piekarnię, szkołę i resursę. W skład osiedla wchodziły także: Willa dyrektora TAZ Stanisława Szymańskiego oraz dwa kościoły - rzymskokatolicki - pw. Świętych Apostołów Piotra i Pawła i ewangelicko-augsburski (obecnie budynek Cechu Rzemiosł Różnych). Osiedle wzorowane na podobnych rozwiązaniach w zaborze rosyjskim, ma wartość unikatową. Mimo degradacji w okresie PRL-u nadal stanowi ważny przykład planowej kompozycji w chaotycznej strukturze przestrzennej Zawiercia. Osiedle objęte jest ochroną prawną poprzez wpis do rejestru zabytków województwa śląskiego.

## Historia

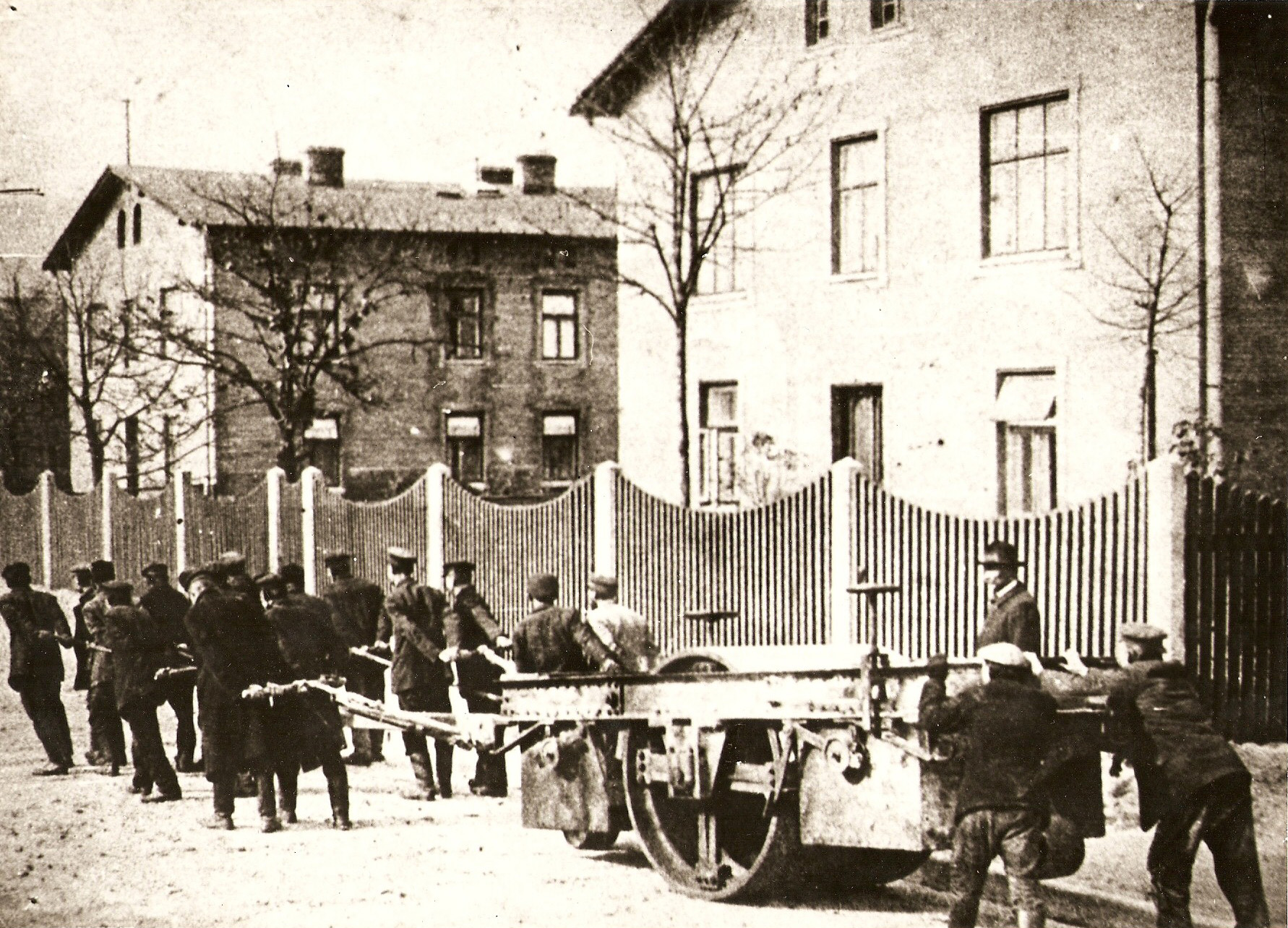
Utwardzanie nawierzchni alei. Obecna ul. Niedziałkowiego. Zdjęcie z ok. 1912

Na przełomie czerwca i lipca 1878 zarząd TAZ rozpoczął rozmowy w sprawie kupna gruntów pod przyszłe osiedle. W 1879 nabył on nieruchomości warte 8700 rubli od bankiera Zygmunta Pringsheima na podstawie aktu notarialnego z dnia 23 lipca, spisanego 4 sierpnia przez notariusza Józefa Zborowskiego w Częstochowie. Osiedle usytuowano na wschód od fabryki i linii kolejowej Kolei Warszawsko-Wiedeńskiej. Na północy i od wschodu graniczyło ono z dobrami ziemskimi Kromołowa, a od południa było oddzielone rozlewiskiem Warty od obszaru Zawiercia Małego. W pierwszej fazie budowy wytyczono 3 główne aleje ułożone równolegle do siebie; Pierwsza Aleja (Fabryczna), Druga Aleja (Konopacka), Trzecia Aleja (F. Szymańskiego). Przed rozpoczęciem prac budowlanych na posiedzeniu zarządu, postanowiono, że budowa domów mieszkalnych ma nastąpić z rozdziałem na regularne ulice i place oraz zapewnieniem przestrzeni na podwórka lub zabudowania gospodarcze przy każdym domu. W tym samym roku rozpoczęto budowę pierwszych domów dla urzędników i robotników. W ten sposób zapoczątkowano budowę osiedla robotniczego.
Do 1894 r. wybudowano 53 domy murowane i 14 domów drewnianych. Do 1897 wybudowano kolejne 3 domy murowane i 2 domy drewniane. 29 października 1899 gmina ewangelicka w Zawierciu obchodziła uroczystość oddania do użytku świątyni ewangelicko-augsburskiej. W 1901 otwarto resursę pracowników oficjalistów TAZ w budynku przy ul. Fabrycznej, natomiast w 1907 została otwarta Szkoła Podstawowa nr 2 (obecnie Gimnazjum nr 2). W latach 1908–1910 wybudowano domy położone we wschodniej części osiedla koło Domu Ludowego (obecnie budynek Biedronki), które zostały oddane do użytku w 1910. Około 1938 osiedle robotnicze TAZ posiadało łącznie 80 domów, a mieszkało w nich 867 osób.
W latach powojennych otoczenie dzielnicy uległo znacznym zmianom wskutek dosyć gwałtownej rozbudowy miasta. 24 listopada 1957 oddano do użytku budynek Cechu Rzemiosł Różnych, przebudowany z ruin zniszczonej w czasie II wojny światowej świątyni ewangelicko-augsburskiej. Największe zmiany zaszły w latach 1950-1970; osuszono rozlewisko Warty i rozbudowano południową część parku miejskiego, od południa (przy ul. F. Szymańskiego) i wschodu (ul. S. Moniuszki) wybudowano bloki mieszkalne. Pod koniec lat 90. XX w. wyburzono kilka kamienic przy wschodnim końcu ul. Bohaterów Westerplatte, pod nową zabudowę mieszkaniową.

## Zabytki
Zabytkowe budynki funkcjonalne wchodzące w skład osiedla:
- Pałacyk Szymańskiego
- Gimnazjum nr 2 w Zawierciu
- Bazylika kolegiacka Świętych Apostołów Piotra i Pawła w Zawierciu
- Kościół poewangelicki w Zawierciu